# Libri su Star Trek
Dal 1970 ad oggi sono stati prodotti numerosi romanzi ambientati in varie epoche e in vari luoghi dell'universo Star Trek. Di seguito si riportano solo i titoli apparsi in Italia, divisi per case editrici.

## Garden Editoriale
Tutti i romanzi sono ambientati nella serie classica.

| N. | Titolo italiano            | Titolo originale         | Autore                                  | Anno originale |
| -- | -------------------------- | ------------------------ | --------------------------------------- | -------------- |
| 1  | Il prezzo della Fenice     | The Price of the Phoenix | Sondra Marshak e Myrna Culbreath        | 1977           |
| 2  | Spock, il Vulcaniano       | Vulcan!                  | Kathleen Sky                            | 1978           |
| 3  | L'enigma della protostella | Corona                   | Greg Bear                               | 1984           |
| 4  | Il figlio del passato      | Yesterday's Son          | Ann Carol Crispin                       | 1983           |
| 5  | Spock deve morire          | Spock Must Die!          | James Blish                             | 1970           |
| 6  | Mondo senza fine           | World Without End        | Joe Haldeman                            | 1979           |
| 7  | Triangolo                  | Triangle                 | Sondra Marshak e Myrna Culbreath        | 1983           |
| 8  | Messia degli spazi         | Spock Messiah!           | Theodore R. Cogswell e Charles A. Spano | 1976           |
| 9  | Progetto Prometeo          | Prometheus Design        | Sondra Marshak e Myrna Culbreath        | 1981           |
| 10 | Destinazione Madworld      | Trek to Madworld         | Stephen Goldin                          | 1978           |
| 11 | Pianeta infernale          | Devil World              | Gordon Eklund                           | 1979           |
| 12 | Gli angeli di Mudd         | Mudd's Angels            | Judith Ann Lawrence                     | 1978           |
| 13 | Fantasma a bordo           | Death's Angel            | Kathleen Sky                            | 1981           |
| 14 | Il destino della Fenice    | The Fate of the Phoenix  | Sondra Marshak e Myrna Culbreath        | 1979           |
| 15 | Vortice galattico          | The Galactic Whirlpool   | David Gerrold                           | 1980           |

Garden Serie Argento

| N. | Titolo italiano                    | Titolo originale      | Autore                            | Anno originale |
| -- | ---------------------------------- | --------------------- | --------------------------------- | -------------- |
| 1  | Missione nell'universo (antologia) | Star Trek 12          | James Blish e Judith Ann Lawrence | 1977           |
| 2  | Crisi su Centaurus                 | Crisis on Centaurus   | Brad Ferguson                     | 1986           |
| 3  | Il guardiano del tempo             | Time for Yesterday    | Ann Carol Crispin                 | 1988           |
| 4  | Il principio di Pandora            | The Pandora Principle | Carolyn Clowes                    | 1990           |
| 5  | Intrigo galattico                  | Bloodthirst           | J.M. Dillard                      | 1987           |

## Armenia Editore
Serie classica

| N. | Titolo italiano  | Titolo originale                                            | Autore            | Anno originale |
| -- | ---------------- | ----------------------------------------------------------- | ----------------- | -------------- |
| 1  | Effetto Entropia | Star Trek: The Original Series - book 2: The Entropy Effect | Vonda N. McIntyre | 1981           |
| 2  | Il fuoco nero    | Star Trek: The Original Series - book 8: Black Fire         | Sonni Cooper      | 1983           |

The Next Generation

| N. | Titolo italiano         | Titolo originale        | Autore        | Anno originale |
| -- | ----------------------- | ----------------------- | ------------- | -------------- |
| 1  | I bambini di Hamlin     | The Children of Hamlin  | Carmen Carter | 1988           |
| 2  | Il paradiso di ghiaccio | A Rock and a Hard Place | Peter David   | 1989           |

## Arnoldo Mondadori Editore

### Collana Urania
Tutti i romanzi sono ambientati nella serie classica.

| N.  | Titolo italiano         | Titolo originale   | Autore        | Anno originale |
| --- | ----------------------- | ------------------ | ------------- | -------------- |
| 759 | Il pianeta del giudizio | Planet of Judgment | Joe Haldeman  | 1977           |
| 800 | La sfera di Dyson       | The Starless World | Gordon Eklund | 1978           |

### La pista delle stelle
La rivista di Mondadori Star Trek - La pista delle stelle pubblicò dal 1978 al 1979 le traduzioni delle versioni romanzate da James Blish (edite per la prima volta nel 1967 da Bantam Books) delle sceneggiature dei telefilm della serie originale in una serie di volumetti, nello stesso ordine cronologico delle trasmissioni. Ogni volumetto pubblicava a cadenza mensile 4-5 episodi della serie. La rivista italiana chiuse tuttavia prima di pubblicare gli ultimi episodi.

## Tascabili Economici Fanucci
| N.  | Titolo italiano                                            | Titolo originale                | Autore                                          | Anno originale | Serie               |
| --- | ---------------------------------------------------------- | ------------------------------- | ----------------------------------------------- | -------------- | ------------------- |
| 28  | Il segreto di Spock                                        | Unification                     | Jeri Taylor                                     | 1991           | The Next Generation |
| 29  | Un'ombra dal passato                                       | Fortune's Light                 | Michael J. Friedman                             | 1990           | The Next Generation |
| 35  | Le ceneri del paradiso                                     | The Ashes of Eden               | William Shatner                                 | [1995          | Serie classica      |
| 36  | Ieri, oggi, domani...                                      | All Good Things                 | Michael J. Friedman                             | 1994           | The Next Generation |
| 39  | Imzadi                                                     | Imzadi                          | Peter David                                     | 1992           | The Next Generation |
| 40  | Il destino di Spock                                        | Crossover                       | Michael J. Friedman                             | 1995           | The Next Generation |
| 45  | Il ritorno                                                 | The Return                      | William Shatner                                 | 1996           | Serie classica      |
| 46  | Requiem                                                    | Requiem                         | Michael J. Friedman e Kevin Ryan                | 1994           | The Next Generation |
| 50  | Primo contatto                                             | First Contact                   | J.M. Dillard                                    | 1996           | (dall'omonimo film) |
| 55  | Invasione 1: Primo attacco                                 | First Strike: Invasion!         | Diane Carey                                     | 1996           | Serie classica      |
| 56  | Invasione 2: L'esercito della paura                        | The Soldiers of Fear            | D.W. Smith e K.K. Rusch                         | 1996           | The Next Generation |
| 57  | Invasione 3: La furia del nemico                           | Time's Enemy                    | L.A. Graf                                       | 1996           | Deep Space Nine     |
| 58  | Invasione 4: La sfida finale                               | The Final Fury                  | Dafydd ab Hugh                                  | 1996           | Voyager             |
| 65  | Il vendicatore                                             | Avenger                         | William Shatner                                 | 1997           | Serie classica      |
| 66  | Il naufrago del tempo                                      | Relics                          | Michael J. Friedman                             | 1992           | The Next Generation |
| 69  | Federazione                                                | Federation                      | Judith e Garfield Reeves-Stevens                | 1994           | Serie classica      |
| 76  | Il giorno dell'onore 1: Antico sangue                      | Ancient Blood                   | Diane Carey                                     | 1997           | The Next Generation |
| 77  | Il giorno dell'onore 2: I cieli di Armageddon              | Armageddon Sky                  | L.A. Graf                                       | 1997           | Deep Space Nine     |
| 78  | Il giorno dell'onore 3: Anima klingon                      | Her Klingon Soul                | Michael J. Friedman                             | 1997           | Star Trek: Voyager  |
| 79  | Il giorno dell'onore 4: Giuramento di guerra               | Treaty's Law                    | D.W. Smith e K.K. Rusch                         | 1997           | Serie classica      |
| 83  | Salto nel tempo                                            | Ship of the Line                | Diane Carey                                     | 1997           | The Next Generation |
| 84  | Il mondo di Spock                                          | Spock's World                   | Diane Duane                                     | 1988           | Serie classica      |
| 95  | Il fantasma                                                | Spectre                         | William Shatner                                 | 1998           | Serie classica      |
| 96  | Q contro Q                                                 | Q-Squared                       | Peter David                                     | 1994           | The Next Generation |
| 101 | La tavola del Capitano 1: Pirati                           | War Dragons                     | L.A. Graf                                       | 1998           | Serie classica      |
| 102 | Lo spazio di Q                                             | Q-Space: The Q Continuum 1      | Greg Cox                                        | 1998           | The Next Generation |
| 108 | La prima missione                                          | Enterprise: The First Adventure | Vonda N. McIntyre                               | 1986           | Serie classica      |
| 109 | La zona di Q                                               | Q-Zone: The Q Continuum 2       | Greg Cox                                        | 1998           | The Next Generation |
| 110 | La tavola del Capitano 2: Il Tesoro di Dujonian            | Dujonian's Hoard                | Michael Jan Friedman                            | 1998           | The Next Generation |
| 111 | Il castello di carte (1)                                   | House of Cards                  | Peter David                                     | 1996           | New Frontier        |
| 112 | Imzadi 2                                                   | Triangle: Imzadi II             | Peter David                                     | 1996           | The Next Generation |
| 113 | L'insurrezione                                             | Insurrection                    | J.M. Dillard                                    | 1998           | (dal film omonimo)  |
| 114 | Vittoria oscura                                            | Dark Victory                    | William Shatner                                 | 1999           | Serie classica      |
| 115 | L'attacco di Q                                             | Q-Strike: The Q Continuum 3     | Greg Cox                                        | 1998           | The Next Generation |
| 117 | Mosaico                                                    | Mosaic                          | Jeri Taylor                                     | 1996           | Voyager             |
| 118 | La tavola del Capitano 3: Il segreto dei Mist              | The Mist                        | D.W. Smith e K.K. Rusch                         | 1998           | Deep Space Nine     |
| 119 | Spock deve morire                                          | Spock Must Die!                 | James Blish                                     | 1970           | Serie classica      |
| 120 | Gli angeli di Mudd                                         | Mudd's Angels                   | Judith Ann Lawrence                             | 1978           | Serie classica      |
| 121 | Un destino glorioso                                        | Best Destiny                    | Diane Carey                                     | 1992           | Serie classica      |
| 122 | La tavola del Capitano 4: La nave di fuoco                 | Fire Ship                       | Diane Carey                                     | 1998           | Voyager             |
| 123 | Vortice galattico                                          | The Galactic Whirlpool          | David Gerrold                                   | 1980           | Serie classica      |
| 124 | Fantasma a bordo                                           | Death's Angel                   | Kathleen Sky                                    | 1981           | Serie classica      |
| 125 | Io, Q                                                      | I, Q                            | Peter David e John de Lancie                    | 1999           | The Next Generation |
| 126 | Nel nulla (2)                                              | Into the Void                   | Peter David                                     | 1997           | New Frontier        |
| 127 | La guerra del Dominio 1: Dietro le linee del nemico        | Behind Enemy Lines              | John Vornholt                                   | 1998           | The Next Generation |
| 128 | Destini (1)                                                | Pathways                        | Jeri Taylor                                     | 1998           | Voyager             |
| 129 | Destini (2)                                                | Pathways                        | Jeri Taylor                                     | 1998           | Voyager             |
| 130 | Prima direttiva                                            | Prime Directive                 | Judith Reeves-Stevens e Garfield Reeves-Stevens | 1990           | Serie classica      |
| 131 | La guerra del Dominio 2: Chiamata alle armi                | Call to Arms                    | Diane Carey                                     | 1998           | Deep Space Nine     |
| 132 | La tavola del Capitano 5: Umiliazione                      | ('Once Burned                   | Peter David                                     | 1998           | New Frontier        |
| 133 | I protettori                                               | Preserver                       | William Shatner e Garfield Reeves-Stevens       | 2000           | Serie classica      |
| 134 | La guerra del Dominio 3: Il tunnel tra le stelle           | Tunnel Through the Stars        | John Vornholt                                   | 1998           | The Next Generation |
| 135 | La tavola del Capitano 6: Quando il mare incontra il cielo | Where Sea Meets Sky             | Jerry Oltion                                    | 1998           | Serie classica      |
| 136 | Gli anni perduti                                           | The Lost Years                  | J.M. Dillard                                    | 1989           | Serie classica      |
| 137 | La guerra del Dominio 4: Il sacrificio degli angeli        | Sacrifice of Angels             | Diane Carey                                     | 1998           | Deep Space Nine     |
| 138 | Guerra su due fronti (3)                                   | The Two-Front War               | Peter David                                     | 1997           | New Frontier        |
| 139 | La fine del gioco (4)                                      | (End Game)                      | Peter David                                     | 1997           | New Frontier        |
| 140 | Missione Terra Nova                                        | Wagon Train to the Stars        | Diane Carey                                     | 2000           | New Earth           |
| 141 | Martire (5)                                                | Martyr                          | Peter David                                     | 1998           | New Frontier        |
| 142 | Fuoco al massimo (6)                                       | Fire on High                    | Peter David                                     | 1998           | New Frontier        |

Numeri fuori collana

| Titolo italiano                          | Titolo originale              | Autore                         | Anno originale | Note                   |
| ---------------------------------------- | ----------------------------- | ------------------------------ | -------------- | ---------------------- |
| Io sono Spock                            | I am Spock                    | Leonard Nimoy                  | 1995           | fuori collana n. 3     |
| Diario del capitano                      | Captain's Log                 | William Shatner                | 1989           | fuori collana n. 4     |
| Diario del capitano: i film              | Star Trek Movie Memories      | William Shatner                | 1994           | fuori collana n. 6     |
| Enterprise: Verso le stelle              | Broken Bow                    | Diane Carey                    | 2001           | fuori collana n. 9     |
| Generazioni                              | Generations                   | J.M. Dillard                   | 1994           | Biblioteca di FS n. 10 |
| Guida a Star Trek                        | The Next Generation Companion | Larry Nemecek                  | 1995           | Cinema n. 2            |
| Guida a Star Trek - La serie classica    | The Star Trek Compendium      | Allan Ashermann                | 1989           | Cinema n. 3            |
| The Next Generation - Il manuale tecnico | Technical Manual              | Rich Sternbach e Michael Okuda | 1991           | Cinema n. 5            |
| Enciclopedia ufficiale di Star Trek      | Star Trek Encyclopedia        | Michael e Denise Okuda         | 1994           | Cinema n. 6            |

## Solaria
| Titolo italiano | Titolo originale | Autore            | Anno originale | Serie          |
| --------------- | ---------------- | ----------------- | -------------- | -------------- |
| Sarek           | Sarek            | Ann Carol Crispin | 1994           | Serie classica |

## Ultimo avamposto
Editore di Bologna che distribuisce i libri di Star Trek in allegato alla Rivista italiana di Star Trek.

| Uscita italiana | Titolo italiano      | Titolo originale  | Autore                                            | Anno originale | Serie               |
| --------------- | -------------------- | ----------------- | ------------------------------------------------- | -------------- | ------------------- |
| ottobre 2003    | Progetto Memory      | Memory Prime      | Judith e Garfield Reeves-Stevens                  | 1988           | Serie classica      |
| dicembre 2003   | Specchio oscuro      | Dark Mirror       | Diane Duane                                       | 1994           | The Next Generation |
| febbraio 2004   | Nel cuore del sole   | Hearth of the Sun | Pamela Sargent e George Zebrowski                 | 1997           | Serie classica      |
| aprile 2004     | Vendetta             | Vendetta          | Peter David                                       | 1991           | The Next Generation |
| gennaio 2005    | L'ultimo raduno      | The Last Round-up | Christie Golden                                   | 2002           | Serie classica      |
| maggio 2005     | I rischi del comando | Captain's Peril   | William Shatner, Judith e Garfield Reeves-Stevens | 2002           | Serie classica      |
| maggio 2006     | Sangue di capitano   | Captain's Blood   | William Shatner, Judith e Garfield Reeves-Stevens | 2003           | Serie classica      |
| aprile 2007     | Valiant              | Pantheon          | Michael Jan Friedman                              | 2003           | The Next Generation |
| 2008            | Reunion              | Reunion           | Michael Jan Friedman                              | 1991           | The Next Generation |
| 2009            | Conflitto galattico  | Captain's Glory   | William Shatner, Judith e Garfield Reeves-Stevens | 2009           | Serie classica      |